# Christoph Tausch
Christoph Tausch (* 25. Dezember 1673 in Innsbruck; † 4. November 1731 in Neisse, Fürstentum Neisse) war ein österreichischer Architekt und Maler.

## Leben
Tausch trat mit 22 Jahren als Laienbruder in den Jesuitenorden in Wien ein. Ab 1702 erlernte er bei dem Jesuiten Andrea Pozzo die Kunst des Malens, Modellierens und des architektonischen Zeichnens. Von 1704 bis 1708 arbeitete er als Pozzos Gehilfe an den Deckengemälden des Wiener Palais Liechtenstein in der Roßau. Nach Pozzos Tod 1709 führte er nach Pozzos Plänen 1709 bis 1710 den Umbau des Probationshauses St. Anna in Wien aus. Dann vollendete er die von Pozzo geplante und begonnene Innendekoration des Refektoriums im Prager Clementinum, und zwar Wandgemälde „Hochzeit zu Kana“ (ab 1710). 1712 entwarf er den Hochaltar für die Passauer Jesuitenkirche St. Michael. 1722 beauftragte ihn der Breslauer Bischof Franz Ludwig von der Pfalz-Neuburg mit der Innenausstattung der Breslauer Jesuitenkirche. Der von Tausch entworfene Hochaltar wurde von 1722 bis 1724 errichtet; das Altargemälde Beschneidung Christi malte Tausch 1725. Im selben Jahr begutachtete er für den Bischof die von Balthasar Neumann erstellten Pläne für den Umbau des Mergentheimer Schlosses, das als Hauptsitz des Deutschen Ordens diente, dem Franz Ludwig von der Pfalz-Neuburg als Hochmeister vorstand.
Weitere große Aufträge wurden ihm in der bischöflichen Stadt Neisse übertragen, wo er seinen Wohnsitz nahm und zum fürstbischöflichen Oberbaurat ernannt wurde. 1722 bis 1725 erbaute er dort das Schulgebäude des Jesuitenkollegs und im Auftrag des Bischofs ab 1724 das Hospital „Sanctae Trinitatis“. Dieses war ein stattliches Gebäude, das erst unter Bischof Philipp Ludwig von Sinzendorf 1733 fertiggestellt werden konnte und im Ersten Schlesischen Krieg 1741 bei der preußischen Belagerung von Neisse zerstört wurde. Daneben bekleidete Tausch das Amt des Oberbauinspektors der Böhmischen Ordensprovinz, so dass ihm alle Kunstarbeiten zur Begutachtung vorgelegt werden mussten. Von 1727 bis 1729 wurde der Hochaltar der Pfarrkirche Mariä Himmelfahrt in Glatz nach seinen Plänen errichtet.